# Aethomys chrysophilus
Aethomys chrysophilus är en däggdjursart som först beskrevs av de Winton 1897.  Aethomys chrysophilus ingår i släktet Aethomys och familjen råttdjur. Inga underarter finns listade.
Artepitetet i det vetenskapliga namnet är sammansatt av de grekiska orden chrysos (guld) och philos (är vän till, är dragen till).

## Utseende
Arten är med en genomsnittlig kroppslängd (huvud och bål) av 138 mm och en genomsnittlig svanslängd av 156 mm en medelstor medlem av släktet Aethomys. Håren som bildar ovansidans päls kan vara ljus rödbruna, mörkbruna eller svartbruna. Pälsens grundfärg kan beroende på hårens fördelning variera mellan orangebrun, kanelbrun eller mörkbrun. Undersidans päls är vit till ljusgrå. Gränsen mellan dessa färgområden är tydlig. Hos Aethomys chrysophilus är fötternas ovansidor täckt av vita eller gula hår. På svansen förekommer främst fjäll och några korta hår. Honor har två spenar på bröstet och fyra vid ljumsken. Vikten varierar mellan 40 och 114 g.

## Utbredning
Detta råttdjur förekommer i Afrika främst söder om Kongoflodens slättland. Utbredningsområdet sträcker sig från södra Kenya och centrala Angola till norra Sydafrika. En isolerad population finns i centrala Kenya. Arten finns inte i höga bergstrakter. Habitatet utgörs främst av savanner och djuret uppsöker även jordbruksmark samt öppna skogar.

## Ekologi
Individerna bygger bon av växtdelar som liknar tefat i utseende. Boet göms i bergssprickor, i jordhålor, i termitstackar eller vid trädens rötter. Arten är nattaktiv och vistas främst på marken.
Aethomys chrysophilus åter främst växtdelar som blad, frukter, unga skott och frön. Ungefär 35 procent av födan utgörs av insekter och cirka 4 procent av andra ryggradslösa djur.
Fortplantningen börjar vid slutet av regntiden och sträcker sig över den varma perioden (oktober till januari på södra jordklotet). Per kull föds upp till fem ungar som väger cirka 4 g vid födelsen. De är blinda och har redan korta hår på kroppssidan. De öppnar sina ögon efter 10 till 14 dagar och de diar sin mor cirka en månad. Individerna parar sig för första gången efter 108 till 187 dagar. I fångenskap skedde fortplantningen när en vuxen hane och flera vuxna honor vistades i samma bur. Däremot skedde ingen parning i bur med flera hanar och honor.

## Hot
Regionala bestånd kan hotas av bränder. Populationens storlek varierar mycket. I lämpliga landskap är Aethomys chrysophilus talrik. IUCN kategoriserar arten globalt som livskraftig.